# 沖野眞已
沖野 眞已（おきの まさみ、1964年（昭和39年）1月12日 - ）は、日本の法学者、最高裁判所判事。専門は民法、消費者法、信託法。米倉明門下。

## 来歴
奈良県生まれ。高校時代には憧れと好きな英語を学ぶために1年間のアメリカ留学を体験した。1983年、東京大学文科一類（教養学部）に入学。文科一類を選んだのは「なんとなく、つぶしが効きそう」という動機で、女性が長く働ける仕事は少なかったので、法学部に行って司法試験に受かれば、食べていくのには困らないだろうとの考えだと述べている。入学当初は外交官試験を受けようかと考えていた。星野英一のゼミで民法の深さに触れて研究の面白さに惹きつけられた。1986年、司法試験に合格。卒業後は司法修習に行くつもりであったが、研究をしたい気持ちを断ち切れず、星野に相談したところ､「あなたは研究者に向いていると思っていました」の言葉を貰い、研究者となった。
2025年4月1日、東京大学大学院法学政治学研究科長・法学部長に就任。東京大学法学部148年の歴史で初の女性研究科長・法学部長となる。
同年6月6日、第2次石破内閣は、同年7月20日に定年退官となる宇賀克也の後任として、最高裁判所判事に任命することを閣議決定。7月23日付で東京大学大学院教授及び研究科長・法学部長を辞職し、翌7月24日に最高裁判所判事に就任した。彼女の就任により、2025年7月24日から現職の最高裁判所判事15人のうち女性が4人となり、過去最多となった。

## 略歴
- 1987年3月：東京大学法学部第1類（私法コース）卒業。
- 1987年4月：東京大学法学部助手。
- 1990年10月：筑波大学社会科学系専任講師。
- 1993年4月：学習院大学法学部助教授。
- 1996年5月：バージニア大学ロー・スクール修了。LL.M.。
- 1999年4月：学習院大学法学部教授。
- 2007年4月：一橋大学大学院法学研究科教授。
- 2010年10月：東京大学大学院法学政治学研究科教授。
- 2025年4月：東京大学大学院法学政治学研究科長兼東京大学法学部長。
- 2025年7月：最高裁判所判事。

## 著作

### 共編
- （窪田充見、佐久間毅）『民法演習サブノート210問』（弘文堂、2018年7月）
- （中田裕康、大村敦志、道垣内弘人）『講義 債権法改正』（商事法務、2017年12月）
- （道垣内弘人（編著）、大村敦志、角紀代恵、加毛明、佐伯仁志、佐久間毅、菱田雄郷、弥永真生、山下純司）『条解信託法』（弘文堂、2017年12月）

### 論文
- 『信託財産破産をめぐる諸問題』（ジュリスト1450号、2013年2月）
- 『契約の解釈に関する一考察 ーフランス法を手がかりにしてー』（法学協会雑誌 = Journal of the Jurisprudence Association、1992年8月）